# Emili Vicente
Emili Vicente Vives (Seo de Urgel, España; 2 de enero de 1965-San Julián de Loria, Andorra; 25 de mayo de 2017) conocido por Emili Vicente fue un entrenador de fútbol español. Su último equipo como entrenador fue el F.C. Andorra de la Primera Catalana al que entrenó de octubre de 2016 a mayo de 2017.

## Trayectoria como jugador
Emili Vicente se formó en las categorías inferiores de la UE Lleida y pasó por varios equipos de Cataluña, hasta que colgó las botas en 2003 en el CF Balaguer donde se puso a entrenar, hasta volver en 2008 al UE Lleida.
En 2013 el extécnico del Lleida se encontraba sin equipo desde que dejó hace un año el equipo de la Terra Ferma, para firmar con el Club de Futbol Reus Deportiu.
A final de esa temporada, en 2014 no continuaría al frente del CF Reus, después de que el club le comunicase la decisión de no renovarle el contrato. Vicente llegó para sustituir a Santi Castillejo en el cargo. En la temporada que dirigió al equipo ha logrado el objetivo de la permanencia en Segunda B, aunque la irregular segunda vuelta le ha podido pasar factura.

## Trayectoria como entrenador
| Club                         | País    | Año       |
| ---------------------------- | ------- | --------- |
| CF Balaguer                  | España  | 2003-2008 |
| UE Lleida                    | España  | 2008-2011 |
| Club de Futbol Reus Deportiu | España  | 2013-2014 |
| Club de Futbol Andorra       | Andorra | 2016-2017 |

## Fallecimiento
Emili Vicente fallece el 25 de mayo de 2017 en Andorra a causa de un accidente mientras practicaba ciclismo en la carretera Coll de la gallina .